# Темрюкский поход в Ингушетию
Поход Темрюка в Ингушетию или Завоевание Темрюком Центрального Кавказа (1562) Поход был направлен против ингушей, в результате этого похода ингуши были вынуждены уйти в горы, а после этого похода влияние кабардинцев и России распространилось по всему Кавказу.

## История

### Предыстория
В 1557 году Кабарда заключила союз с Россией , что способствовало усилению кабардинского влияния в регионе. В 1561 году свадьба дочери Темрюка Идара, Мария Темрюкова, с Иваном Грозным укрепила эти связи и обеспечила поддержку со стороны российского государства.

### Военный поход
В октябре 1562 года армия под командованием Темрюка Идара, состоявшая из кабардинцев, ногайцев и казаков, вступила на территорию Центрального Кавказа. Исторические источники, включая Никоновскую летопись, сообщают, что целью похода был захват ингушских земель, расположенных в междуречье Терек (река) и Сунжа (река). В 16 веке ингуши жили на равнине, но после нескольких нашествий, включая походы монголов и Тимура, они были вынуждены уйти в горы.
В 1562 году кабардинский князь Темрюк Идарович предпринял захватнический поход против ингушей, которые жили в ожидании. На помощь ему приходят отряды ногайских мурз. Русский царь Иван Грозный, женатый на дочери Темрюка Марии, послал ему на помощь 1000 казаков под командованием Григория Плещеева. В результате этого объединения кабардино-ногайско-казачьего похода за открытиями было разгромлено 164 поселения, судя по российским летописям. Ингуши снова ушли в горы. Кабардинцы поселились на своей прежней территории.